# Ананьївський повіт (Трансністрія)
Ананьївський повіт (рум. Județul Ananiev) — адміністративно-територіальна одиниця губернаторства Трансністрія в роки Другої світової війни. Містився на території нинішньої Одеської області України. Центром повіту був Ананьїв.

## Історія
У 1942 році в повітовому центрі виходила російськомовна «Ананьевская газета».
Частка молдаван у цьому повіті становила не менше ніж 18% населення.

## Адміністративний устрій
Ананьївський повіт складався з міста Ананьїв та шістьох районів: Ананьївського, Валегоцулівського, Петровіровського, Троїцького, Черновського, Ширяєвського.
Керівництво повітом здійснювала префектура на чолі з префектом, а районами керували претури, які очолювали претори.